# Le Traitement
Pour plus de détails, voir Fiche technique et Distribution.
Le Traitement (en néerlandais : De Behandeling) est un thriller belge réalisé par Hans Herbots, adapté du roman The Treatment de Mo Hayder et sorti en 2014.

## Synopsis
Björn, un garçonnet de huit ans s'est enfui et a disparu après s'être disputé avec son frère Nick, âgé d'un an de plus que lui. À la suite de ce traumatisme, sa mère l'a rejeté. Nick Cafmeyer, maintenant enquêteur, reste perturbé par ce drame. Il habite dans le voisinage d'un pédophile notoire, Ivan Plettinckx, qui a été relâché après avoir été suspecté de cette disparition.
Danni, la supérieure de Nick, est la seule personne qui a une bonne relation avec lui. Après avoir hésité, elle lui confie une affaire difficile. Un couple a été séquestré pendant trois jours par un homme qui s'est introduit chez eux. Il a disparu, de même que le fils du couple, Robin, âgé de neuf ans. Nick enquête pour le retrouver.

## Fiche technique
- Titre français :
  -  Belgique : Le Traitement
  -  France : The Beast
- Titre original : De Behandeling
- Réalisation : Hans Herbots
- Scénario : Carl Joos, d'après le roman The Treatment[3] de Mo Hayder
- Producteur : Peter Bouckaert
- Montage : Philippe Ravoet
- Photographie : Frank van den Eeden
- Musique : Kieran Klaassen, Melcher Meirmans, Chrisnanne Wiegel
- Costumes : Nathalie Leborgne
- Production : Eyeworks Film & TV Drama
- Pays de production :  Belgique
- Genre : thriller
- Durée : 120 minutes
- Langue : néerlandais
- Date de sortie :
  - Belgique : 29 janvier 2014

## Distribution
- Geert Van Rampelberg : Nick Cafmeyer
- Laura Verlinden : Steffi Vankerkhove
- Johan Van Assche : Ivan Plettinckx
- Ingrid De Vos : Nancy Lammers
- Tibo Vandenborre : Alex Simons
- Brit Van Hoof : Cindy Simons
- Michael Vergauwen : Chris Gommaer
- Dominique Van Malder : Roland Claeren
- Ina Geerts : Danni Petit

## Prix et récompenses
- 2014 : 5e cérémonie des Ensors : Meilleur acteur dans un second rôle pour Johan Van Assche

## Production
Le tournage du film a commencé le 17 mai 2013.